# Eye In The Sky: The Encore Collection
Eye In the Sky: The Encore Collection è una raccolta del gruppo progressive rock britannico The Alan Parsons Project, pubblicata nell'agosto del 1999 dalla BMG.

## Descrizione
La raccolta è una selezione di dieci tra i migliori brani del The Alan Parsons Project, fondato nel 1975 da Alan Parsons ed Eric Woolfson, che come indica il titolo si concentra con ben sette brani dagli album The Turn of a Friendly Card e Eye in the Sky. 
I brani sono estratti dai seguenti album:
- 1 da Eve del 1979
- 3 da The Turn of a Friendly Card del 1980
- 4 da Eye in the Sky del 1982
- 1 da Stereotomy del 1986
- 1 da Gaudi del 1987

Nella raccolta vi sono due brani strumentali.

## Tracce
Testi e musiche di Eric Woolfson e Alan Parsons; edizioni musicali BMG.
1. Eye in the Sky (Eye in the Sky - 1982) – 4:38 – Voce: Eric Woolfson
2. Time (The Turn of a Friendly Card - 1980) – 5:02 – Voce: Eric Woolfson
3. Damned If I Do (Eve - 1979) – 4:49 – Voce: Lenny Zakatek
4. Standing on Higher Ground (Gaudi - 1987) – 5:45 – Voce: Geoff Barradale
5. Mammagamma (Eye in the Sky - 1982) – 3:35 – Strumentale
6. Psychobabble (Eye in the Sky - 1982) – 4:54 – Voce: Elmer Gantry
7. Games People Play (The Turn of a Friendly Card - 1980) – 4:21 – Voce: Lenny Zakatek
8. Stereotomy (Stereotomy - 1986) – 7:04 – Voce: John Miles • Seconda voce: Eric Woolfson
9. Sirius (Eye in the Sky - 1982) – 1:57 – Strumentale
10. Snake Eyes (The Turn of a Friendly Card - 1980) – 3:20 – Voce di Chris Rainbow

Durata totale: 45:25